# Dimítris Droútsas
Dimítris P. Droútsas, né le 5 août 1968 à Nicosie, est un homme politique grec membre du Mouvement socialiste panhellénique (PASOK) et ancien ministre des Affaires étrangères de la Grèce, de 2010 à 2011.

## Biographie

### Formation et début de carrière en Autriche
Diplômé en droit de l'université de Vienne, en 1994, il devient par la suite professeur assistant de droit communautaire à l'institut de recherche des affaires européennes de l'université économique de Vienne. En 1998, il est nommé conseiller juridique au cabinet ministériel de Wolfgang Schüssel, vice-chancelier et ministre fédéral des Affaires étrangères autrichien.
Il parle allemand, anglais, français et russe.

### Un proche collaborateur de Papandréou
Il retourne en Grèce en 1999, pour occuper le poste de conseiller spécial du ministre des Affaires étrangères socialiste de l'époque, Geórgios Papandréou. Son champ de compétences concerne notamment le rapprochement politique avec la Turquie, l'accession de la république de Chypre à l'Union européenne (UE), la partition de Chypre et les affaires institutionnelles communautaires.
Lorsque Papandréou est élu président du Mouvement socialiste panhellénique (PASOK) en mars 2004, il le porte à la direction de son cabinet diplomatique.

### Parcours politique
Il est choisi en mars 2008 comme porte-parole international du PASOK, à la suite de l'élection de son président à la présidence de l'Internationale socialiste (IS), puis il devient deux mois plus tard secrétaire à la Politique étrangère et aux Relations internationales du parti.
Nommé ministre alternatif des Affaires étrangères le 7 octobre 2009, sous la direction de Papandréou qui cumule ce poste avec celui de Premier ministre, Dimítris Droútsas est désigné, le 7 septembre 2010, ministre des Affaires étrangères grec lors d'un important remaniement ministériel.
Il est remplacé par le député européen Stávros Lambrinídis lors du remaniement du 17 juin 2011.

### Famille
Il est marié avec la journaliste Faï Karaviti.